# Список депутатов законодательной палаты Олий Мажлиса Узбекистана (2010—2015)
Список депутатов Законодательной палаты Олий Мажлиса Республики Узбекистан II созыва, избранных на парламентских выборах в 2009—2010 годах.

## Депутаты Законодательной палаты
Имена глав депутатских объединений (по совместительству заместителей спикера) выделены жирным шрифтом.
В столбце «Участие в комитетах» жирным шрифтом выделены комитеты, где депутат занимал должность председателя, курсивом — заместителя председателя. Ни один депутат ни в какой момент времени не состоял в нескольких комитетах одновременно.

### Спикер
| ФИО                                 | Номер округа | Округ       | Примечание |
| ----------------------------------- | ------------ | ----------- | --- |
| Ташмухамедова Дилорам Гафурджановна | 124          | Актепинский | Спикер на период исполнения своих обязанностей приостанавливает членство в политической партии и не входит в состав депутатских объединений и комитетов. |

### Фракция «Либерально-демократическая партия Узбекистана»
| ФИО                                  | Номер округа | Округ           | Участие в комитетах |
| ------------------------------------ | ------------ | --------------- | --- |
| Абдиназаров Содикжон Холикназарович  | 91           | Дангаринский    | Комитет по вопросам науки, образования, культуры и спорта                                                                                   |
| Абдуллаева Барнохон Анваровна        | 90           | Бешарыкский     | Комитет по международным делам и межпарламентским связям                                                                                    |
| Абдурасулова Робахон Ортиковна       | 97           | Ахунбабаевский  | Комитет по демократическим институтам, негосударственным организациям и органам самоуправления граждан                                      |
| Адилходжаева Сурайе Махкамовна       | 128          | Саноатский      | Комитет по международным делам и межпарламентским связям                                                                                    |
| Алимов Насим Хошимович               | 23           | Шахрудский      | Комитет по бюджету и экономическим реформам                                                                                                 |
| Амонов Шароф Бахронович              | 24           | Ибн Сино        | Комитет по вопросам промышленности, строительства и торговли                                                                                |
| Аскаров Равшанжон Турсунбоевич       | 48           | Чустский        | Комитет по международным делам и межпарламентским связям                                                                                    |
| Аширов Одилжон Наджимович            | 133          | Кукчинский      | Комитет по вопросам обороны и безопасности                                                                                                  |
| Бегжанов Бахритдин Санакулович       | 66           | Янгиерский      | Комитет по труду и социальным вопросам, с 20 января 2012 года — Комитет по вопросам промышленности, строительства и торговли                |
| Ганиев Баходир Мухтарович            | 135          | Шайхантахурский | Комитет по вопросам информации и коммуникационным технологиям                                                                               |
| Гофуров Ахмаджон Мамашарипович       | 16           | Пахтаабадский   | Комитет по вопросам науки, образования, культуры и спорта                                                                                   |
| Джабборов Абдухалик Абдукаримович    | 78           | Бекабадский     | Комитет по аграрным и водохозяйственным вопросам                                                                                            |
| Джумамуратова Клара Шахмазаровна     | 105          | Ургенчский      | Комитет по вопросам промышленности, строительства и торговли                                                                                |
| Джурабаев Абдурашид Абдувохидович    | 98           | Маргиланский    | Комитет по вопросам информации и коммуникационным технологиям                                                                               |
| Жабборов Собир Вахобович             | 65           | Сайхунский      | Комитет по законодательству и судебно-правовым вопросам, с 27 июля 2011 года — Комитет по вопросам промышленности, строительства и торговли |
| Жураев Султон Дехконбоевич           | 11           | Бозский         | Комитет по труду и социальным вопросам |
| Заиров Фахриддин Абсаломович         | 59           | Пайарыкский     | Комитет по вопросам промышленности, строительства и торговли                                                                                |
| Иминов Бахтиёр Мирзажонович          | 12           | Шахриханский    | Комитет по вопросам обороны и безопасности, с 9 июня 2010 года — Комитет по бюджету и экономическим реформам                                |
| Исмоилов Сохибжон Ибрагимович        | 95           | Риштанский      | Комитет по вопросам промышленности, строительства и торговли                                                                                |
| Каримов Рахматилла Хамидиллаевич     | 132          | Тукимачинский   | Комитет по труду и социальным вопросам |
| Каримова Нодира Хазратовна           | 30           | Дустликский     | Комитет по вопросам науки, образования, культуры и спорта                                                                                   |
| Комилов Фахриддин Эсонович           | 79           | Букинский       | Комитет по аграрным и водохозяйственным вопросам                                                                                            |
| Машарипова Барчиной Козимжоновна     | 106          | Багатский       | Комитет по демократическим институтам, негосударственным организациям и органам самоуправления граждан                                      |
| Муротов Нуриддин Намозович           | 75           | Сариасийский    | Комитет по вопросам информации и коммуникационным технологиям                                                                               |
| Мухаммадиев Мехриддин Мамадиерович   | 62           | Ургутский       | Комитет по вопросам обороны и безопасности                                                                                                  |
| Насриев Илхом Исмоилович             | 28           | Гиждуванский    | Комитет по вопросам промышленности, строительства и торговли (председатель до 27 июля 2011 года)                                            |
| Омонкулов Гуломжон Назаркулович      | 31           | Зарбдарский     | Комитет по бюджету и экономическим реформам                                                                                                 |
| Отажонов Нураддин Жуманиезович       | 109          | Ханкинский      | Комитет по аграрным и водохозяйственным вопросам                                                                                            |
| Охунов Кодиржон Кутбиддинович        | 100          | Водильский      | Комитет по законодательству и судебно-правовым вопросам                                                                                     |
| Реймов Полат Расбергенович           | 7            | Аральский       | Комитет по вопросам экологии и охраны окружающей среды                                                                                      |
| Сабиржанов Равиль Салихович          | 36           | Зарафшанский    | Комитет по бюджету и экономическим реформам (заместитель председателя до 9 июня 2010 года)                                                  |
| Свешников Полянте Грамитонович       | 129          | Домбрабадский   | Комитет по законодательству и судебно-правовым вопросам                                                                                     |
| Сиддиков Низомидин Гуломович         | 13           | Асакинский      | Комитет по вопросам промышленности, строительства и торговли                                                                                |
| Собирова Зилолахон Махмудовна        | 99           | Ферганский      | Комитет по вопросам информации и коммуникационным технологиям                                                                               |
| Солиев Фахриддин Бахромович          | 34           | Навоийский      | Комитет по вопросам информации и коммуникационным технологиям                                                                               |
| Тошкулов Абдукодир Хамидович         | 70           | Термезский      | Комитет по законодательству и судебно-правовым вопросам                                                                                     |
| Тешабаев Мухаммадюсуф Муталибжонович | 10           | Алтынкульский   | Комитет по аграрным и водохозяйственным вопросам                                                                                            |
| Тешаев Шавкат Джумаевич              | 68           | Шерабадский     | Комитет по бюджету и экономическим реформам                                                                                                 |
| Тохтаева Мухаббат Абдуллаевна        | 80           | Бостанлыкский   | Комитет по демократическим институтам, негосударственным организациям и органам самоуправления граждан                                      |
| Тошматов Кобилжон Фаттахович         | 94           | Багдадский      | Комитет по бюджету и экономическим реформам                                                                                                 |
| Турсунов Мухаммаджон Бахтиерович     | 125          | Дарханский      | Комитет по бюджету и экономическим реформам                                                                                                 |
| Турсунов Тулкин Мирзаевич            | 113          | Бешкентский     | Комитет по законодательству и судебно-правовым вопросам                                                                                     |
| Убайдуллаев Зиедулла Сагдуллаевич    | 134          | Куйлюкский      | Комитет по международным делам и межпарламентским связям                                                                                    |
| Усмонов Маруф Азамович               | 93           | Кокандский      | Комитет по законодательству и судебно-правовым вопросам                                                                                     |
| Хайдарова Шоира Каххаровна           | 122          | Гузарский       | Комитет по вопросам экологии и охраны окружающей среды                                                                                      |
| Халмуратова Гулжан Пиржановна        | 5            | Ходжейлийский   | Комитет по вопросам науки, образования, культуры и спорта                                                                                   |
| Хамзаев Кувондик Уралович            | 69           | Ангорский       | Комитет по бюджету и экономическим реформам                                                                                                 |
| Шадманов Адхам Хурсанбаевич          | 51           | Согдианский     | Комитет по демократическим институтам, негосударственным организациям и органам самоуправления граждан                                      |
| Шарипов Мухаммаджон Саттарович       | 42           | Касансайский    | Комитет по вопросам экологии и охраны окружающей среды                                                                                      |
| Шарипов Ориф Мухамедович             | 81           | Зангиатинский   | Комитет по аграрным и водохозяйственным вопросам                                                                                            |
| Эргашев Кахрамон Пайзуллаевич        | 118          | Китабский       | Комитет по труду и социальным вопросам |
| Юлдашева Ибодатхон Заитовна          | 14           | Мархаматский    | Комитет по труду и социальным вопросам |
| Якубов Бахтиер Султонназирович       | 2            | Турткульский    | Комитет по вопросам обороны и безопасности                                                                                                  |

### Фракция «Народно-демократическая партия Узбекистана»
| ФИО                                | Номер округа | Округ          | Участие в комитетах |
| ---------------------------------- | ------------ | -------------- | --- |
| Азизов Искандар                    | 55           | Карадарьинский | Комитет по вопросам экологии и охраны окружающей среды                                                                     |
| Ахмедов Ахад Амириддинович         | 35           | Кизилтепинский | Комитет по вопросам экологии и охраны окружающей среды                                                                     |
| Ахмедов Сайдивали Абдувалиевич     | 89           | Дустабадский   | Комитет по вопросам обороны и безопасности                                                                                 |
| Байкулов Анвар Абдугаппарович      | 74           | Денауский      | Комитет по вопросам промышленности, строительства и торговли (заместитель председателя с 4 марта 2011 года)                |
| Вафаев Улугбек Назарович           | 52           | Булунгурский   | Комитет по аграрным и водохозяйственным вопросам                                                                           |
| Гулямов Латиф Якубович             | 86           | Чирчикский     | Комитет по международным делам и межпарламентским связям                                                                   |
| Жумаев Нодир Хосиятович            | 130          | Бадамзарский   | Комитет по труду и социальным вопросам                                                                                     |
| Зокиров Улугбек Хуррамович         | 73           | Шурчинский     | Комитет по бюджету и экономическим реформам                                                                                |
| Ибрагимов Каххор Маматаджиевич     | 96           | Алтыарыкский   | Комитет по аграрным и водохозяйственным вопросам                                                                           |
| Исмаилов Нурдинжон Муйдинханович   | 46           | Учкурганский   | Комитет по законодательству и судебно-правовым вопросам                                                                    |
| Каримова Хапизахон Кулдашевна      | 9            | Андижанский    | Комитет по вопросам информации и коммуникационным технологиям                                                              |
| Каромова Камила Зайдуллаевна       | 123          | Насафский      | Комитет по вопросам обороны и безопасности                                                                                 |
| Киргизбаев Абдугаппор Каримжонович | 49           | Янгикурганский | Комитет по вопросам науки, образования, культуры и спорта                                                                  |
| Кулдашев Журакузи Юсупович         | 92           | Яйпанский      | Комитет по аграрным и водохозяйственным вопросам                                                                           |
| Мансуров Зиевиддин                 | 44           | Туракурганский | Комитет по демократическим институтам, негосударственным организациям и органам самоуправления граждан                     |
| Матякубова Назира Тохтабаевна      | 4            | Амударьинский  | Комитет по международным делам и межпарламентским связям                                                                   |
| Очилов Камил Рахимович             | 27           | Жилванский     | Комитет по труду и социальным вопросам                                                                                     |
| Раджабов Фахритдин Зайниевич       | 50           | Регистанский   | Комитет по вопросам промышленности, строительства и торговли, с 4 марта 2011 года — Комитет по труду и социальным вопросам |
| Рахимов Абдуманноб Кузиевич        | 20           | Чинабадский    | Комитет по законодательству и судебно-правовым вопросам (председатель с 1 ноября 2012 года)                                |
| Рахматов Саттор Неъматович         | 119          | Чиракчинский   | Комитет по вопросам экологии и охраны окружающей среды                                                                     |
| Рузметов Хайрулло Ибадуллаевич     | 111          | Шаватский      | Комитет по демократическим институтам, негосударственным организациям и органам самоуправления граждан                     |
| Садиков Алишер Мирзалиевич         | 76           | Узунский       | Комитет по вопросам промышленности, строительства и торговли                                                               |
| Сайфитдинова Мастурахон            | 102          | Кувинский      | Комитет по бюджету и экономическим реформам                                                                                |
| Сафаева Машкура                    | 120          | Шахрисабзский  | Комитет по законодательству и судебно-правовым вопросам                                                                    |
| Тиллабоев Алишер Абдусаматович     | 18           | Избасканский   | Комитет по законодательству и судебно-правовым вопросам                                                                    |
| Турсунбаев Шухрат Мирайимович      | 83           | Паркентский    | Комитет по вопросам науки, образования, культуры и спорта                                                                  |
| Усманов Мажитхон                   | 57           | Акдарьинский   | Комитет по международным делам и межпарламентским связям                                                                   |
| Хожибеков Улугбек Лутфуллаевич     | 19           | Хартумский     | Комитет по труду и социальным вопросам                                                                                     |
| Холикова Дильбар Маликжоновна      | 47           | Чартакский     | Комитет по вопросам информации и коммуникационным технологиям                                                              |
| Эрназарова Гулноза Хамраевна       | 116          | Касанский      | Комитет по вопросам науки, образования, культуры и спорта                                                                  |
| Юнусова Алия Туйгуновна            | 77           | Ангренский     | Комитет по демократическим институтам, негосударственным организациям и органам самоуправления граждан                     |
| Юсупов Абдукахор Назарович         | 53           | Иштиханский    | Комитет по бюджету и экономическим реформам                                                                                |

### Фракция «Демократическая партия Узбекистана „Миллий тикланиш“»
| ФИО                               | Номер округа | Округ           | Участие в комитетах                                                                                    |
| --------------------------------- | ------------ | --------------- | --- |
| Абдуллаев Илхом Зайрович          | 131          | Астрабадский    | Комитет по вопросам информации и коммуникационным технологиям                                          |
| Азамат Зиё Хамид угли             | 126          | Железнодорожный | Комитет по вопросам науки, образования, культуры и спорта                                              |
| Акилов Алимжон Рахимович          | 38           | Нуратинский     | Комитет по законодательству и судебно-правовым вопросам                                                |
| Акрамов Алишер Холдорбаевич       | 85           | Чиназский       | Комитет по аграрным и водохозяйственным вопросам                                                       |
| Алимова Мавлуда Назрыдиновна      | 101          | Ташлакский      | Комитет по труду и социальным вопросам                                                                 |
| Атоджонов Джумонозор Азодович     | 110          | Хивинский       | Комитет по вопросам экологии и охраны окружающей среды                                                 |
| Бабаев Джахонгир Исмаилбекович    | 127          | Каракамышский   | Комитет по законодательству и судебно-правовым вопросам                                                |
| Болтаев Шавкат Хасанович          | 26           | Пайкентский     | Комитет по аграрным и водохозяйственным вопросам                                                       |
| Дехконов Шухрат Бегмирзаевич      | 41           | Ташбулакский    | Комитет по вопросам информации и коммуникационным технологиям                                          |
| Джумаев Алишер Туробович          | 72           | Кумкурганский   | Комитет по бюджету и экономическим реформам                                                            |
| Ёрматов Саймуддин Тошмадович      | 104          | Кувасайский     | Комитет по труду и социальным вопросам                                                                 |
| Жалменов Улыкбек Абылаевич        | 1            | Нукусский       | Комитет по международным делам и межпарламентским связям                                               |
| Коренев Игорь Анатольевич         | 82           | Алмалыкский     | Комитет по вопросам обороны и безопасности                                                             |
| Косимова Лобархон Улугбековна     | 103          | Бувайдинский    | Комитет по аграрным и водохозяйственным вопросам                                                       |
| Кушакаев Бахтияр Янгибаевич       | 3            | Элликкалинский  | Комитет по аграрным и водохозяйственным вопросам                                                       |
| Маматов Абдугафур Эшонкулович     | 33           | Пахтакорский    | Комитет по вопросам науки, образования, культуры и спорта (председатель с 20 января 2012 года)         |
| Мухаммадиев Улугбек Насриддинович | 121          | Яккабагский     | Комитет по международным делам и межпарламентским связям                                               |
| Ниязова Жамиля Абдукадировна      | 8            | Акмангитский    | Комитет по вопросам промышленности, строительства и торговли                                           |
| Одилов Кодиржон                   | 15           | Ходжаабадский   | Комитет по демократическим институтам, негосударственным организациям и органам самоуправления граждан |
| Отамуратов Сарвар Садуллаевич     | 108          | Хазараспский    | Комитет по бюджету и экономическим реформам (заместитель председателя с 9 июня 2010 года)              |
| Ражабова Мавжуда Сайфудиновна     | 22           | Каганский       | Комитет по вопросам экологии и охраны окружающей среды                                                 |
| Рахманов Акмал Эргашевич          | 45           | Уйчинский       | Комитет по вопросам обороны и безопасности                                                             |
| Саидов Акмаль Холматович          | 117          | Касбинский      | Комитет по демократическим институтам, негосударственным организациям и органам самоуправления граждан |
| Турсунов Ахтам Саломович          | 63           | Каратепинский   | Комитет по вопросам обороны и безопасности                                                             |
| Тухтабоев Абдурашид Турсунович    | 17           | Кургантепинский | Комитет по бюджету и экономическим реформам                                                            |
| Тухташев Абдил Касимович          | 61           | Тайлакский      | Комитет по законодательству и судебно-правовым вопросам                                                |
| Усаров Олим Авалбаевич            | 54           | Каттакурганский | Комитет по международным делам и межпарламентским связям                                               |
| Утемуратов Аскарбай Минажович     | 6            | Чимбайский      | Комитет по вопросам промышленности, строительства и торговли                                           |
| Хаитов Урал                       | 114          | Камашинсекий    | Комитет по вопросам науки, образования, культуры и спорта                                              |
| Эсанова Олтиной Ахмадалиевна      | 64           | Гулистанский    | Комитет по труду и социальным вопросам                                                                 |
| Эшмурадов Арслон Хусанович        | 115          | Нишанский       | Комитет по демократическим институтам, негосударственным организациям и органам самоуправления граждан |
| Юсупов Эркин Джураевич            | 56           | Нарпайский      | Комитет по вопросам науки, образования, культуры и спорта (председатель с 20 января 2012 года)         |

### Фракция «Социал-демократическая партия Узбекистана „Адолат“»
| ФИО                              | Номер округа | Округ          | Участие в комитетах |
| -------------------------------- | ------------ | -------------- | --- |
| Абдусатторов Тулкин Сайфуллаевич | 32           | Галляаральский | Комитет по вопросам экологии и охраны окружающей среды                                                                       |
| Ахадов Абдурафик                 | 60           | Самаркандский  | Комитет по бюджету и экономическим реформам (председатель до 9 июня 2010 года — Комитет по бюджету и экономическим реформам) |
| Ахунова Ойша Махаммаджановна     | 40           | Сардабинский   | Комитет по законодательству и судебно-правовым вопросам                                                                      |
| Ботирова Зухра Баратовна         | 25           | Варахшинский   | Комитет по труду и социальным вопросам                                                                                       |
| Гаимова Раъно Улабаевна          | 71           | Джаркурганский | Комитет по вопросам информации и коммуникационным технологиям                                                                |
| Джураев Кодир Асадович           | 21           | Бухарский      | Комитет по международным делам и межпарламентским связям, с 9 июня 2010 года — Комитет по вопросам обороны и безопасности    |
| Жуманиязов Умид Мамасабурович    | 107          | Гурленский     | Комитет по международным делам и межпарламентским связям                                                                     |
| Маматов Худоёр Тешаевич          | 58           | Пастдаргомский | Комитет по вопросам обороны и безопасности                                                                                   |
| Нишанова Мавлуда Нематовна       | 29           | Джизакский     | Комитет по бюджету и экономическим реформам                                                                                  |
| Омонова Феруза Рахмановна        | 43           | Папский        | Комитет по бюджету и экономическим реформам                                                                                  |
| Рахмонов Абдукамол Шодиевич      | 37           | Хатирчинский   | Комитет по вопросам науки, образования, культуры и спорта                                                                    |
| Саифназаров Исмаил               | 84           | Тойтепинский   | Комитет по вопросам информации и коммуникационным технологиям                                                                |
| Самиев Иномжон Вохобжонович      | 67           | Акалтынский    | Комитет по труду и социальным вопросам                                                                                       |
| Сулайманов Анвар Ильёсханович    | 39           | Дустликский    | Комитет по вопросам промышленности, строительства и торговли                                                                 |
| Турсунов Сабир Турдиевич         | 112          | Каршинский     | Комитет по вопросам обороны и безопасности                                                                                   |
| Хамидова Камола Тахировна        | 87           | Кибрайский     | Комитет по демократическим институтам, негосударственным организациям и органам самоуправления граждан                       |
| Юнусов Обиджон Кадирович         | 88           | Янгиюльский    | Комитет по вопросам промышленности, строительства и торговли                                                                 |

### Депутатская группа «Экологическое движение Узбекистана»
Места в парламенте выделены в соответствии с законом «О Законодательной палате Олий Мажлиса Республики Узбекистан».
| ФИО                             | Округ                         | Участие в комитетах                                                                                    |
| ------------------------------- | ----------------------------- | --- |
| Абдубакиев Сиддик Ахматжонович  | Андижанская область           | Комитет по бюджету и экономическим реформам                                                            |
| Абдуганиев Отабек Абдухамидович | Сырдарьинская область         | Комитет по демократическим институтам, негосударственным организациям и органам самоуправления граждан |
| Аззамов Худойберди Сурханович   | Самаркандская область         | Комитет по вопросам промышленности, строительства и торговли                                           |
| Айтжанова Нурия Джалгасбаевна   | Республика Каракалпакстан     | Комитет по труду и социальным вопросам                                                                 |
| Алиханов Борий Батырович        | Исполком Центрального Кенгаша | Комитет по вопросам экологии и охраны окружающей среды                                                 |
| Атаджанов Илхам Шарипович       | Хорезмская область            | Комитет по вопросам науки, образования, культуры и спорта                                              |
| Джакбаров Садиржон Аминжанович  | Ферганская область            | Комитет по вопросам экологии и охраны окружающей среды                                                 |
| Куватов Фарходжон Мурадуллаевич | Навоийская область            | Комитет по вопросам обороны и безопасности                                                             |
| Курбонов Абдурахим Эшонкулович  | Сурхандарьинская область      | Комитет по законодательству и судебно-правовым вопросам                                                |
| Мамарахимов Ойбек Муратович     | Джизакская область            | Комитет по вопросам экологии и охраны окружающей среды                                                 |
| Отакулов Уктам Хотамович        | Кашкадарьинская область       | Комитет по аграрным и водохозяйственным вопросам                                                       |
| Самойлов Сергей Владимирович    | Ташкентская область           | Комитет по вопросам экологии и охраны окружающей среды                                                 |
| Тошбоев Тохир Турсунович        | Наманганская область          | Комитет по вопросам экологии и охраны окружающей среды                                                 |
| Файзиева Дилором Хуснитдиновна  | Город Ташкент                 | Комитет по международным делам и межпарламентским связям                                               |
| Холбоев Фахриддин Рахмонкулович | Бухарская область             | Комитет по вопросам информации и коммуникационным технологиям                                          |

### Первоначальные составы комитетов
Первоначальные составы комитетов отражены в ряде постановлений Законодательной палаты от 2 марта 2010 года. В скобках указан номер соответствующего постановления.
- Комитет по бюджету и экономическим реформам (№ 31-II)
- Комитет по законодательству и судебно-правовым вопросам (№ 32-II)
- Комитет по труду и социальным вопросам (№ 33-II)
- Комитет по вопросам обороны и безопасности (№ 34-II)
- Комитет по международным делам и межпарламентским связям (№ 35-II)
- Комитет по вопросам промышленности, строительства и торговли (№ 36-II)
- Комитет по аграрным и водохозяйственным вопросам (№ 37-II)
- Комитет по вопросам науки, образования, культуры и спорта (№ 38-II)
- Комитет по демократическим институтам, негосударственным организациям и органам самоуправления граждан (№ 39-II)
- Комитет по вопросам информации и коммуникационным технологиям (№ 40-II)
- Комитет по вопросам экологии и охраны окружающей среды (№ 41-II)